# Blink-182
Blink-182 (uitgesproken als "Blink one-eighty-two") is een Amerikaanse punkrockband opgericht in 1992 in Poway, Californië. Hun huidige en bekendste bezetting bestaat uit bassist en zanger Mark Hoppus, gitarist en zanger Tom DeLonge en drummer Travis Barker.

## Geschiedenis

### Begin (1992 - 1998)
Tom DeLonge kwam op het idee om een band te vormen in 1992 tijdens een Battle of the Bands-wedstrijd, waar hij werd voorgesteld aan de 14-jarige drummer Scott Raynor. Via een vriend leerde DeLonge Anne Hoppus kennen, de zus van bassist Mark Hoppus, die onlangs uit Ridgecrest was verhuisd om in een platenwinkel te werken en de universiteit te bezoeken. Nadat DeLonge Mark Hoppus had uitgenodigd kwam deze bij de band en begonnen ze te spelen in DeLonges garage.
Delonge kwam uiteindelijk met de naam "Blink". Dat was een skateterm die in die tijd veel gebruikt werd. Deze naam bleek al in gebruik te zijn door een Schotse technoband en die wilde niet dat er nog iemand met die naam liep. Omdat de Schotse band eerder was met hun naam, moesten Delonge, Hoppus en Raynor hun naam veranderen. Na lange tijd besloten ze om er "182" achter te plakken. Deze "182" was en is altijd een raadsel geweest, niemand weet wat het betekent.
Blink-182 begon na lang sparen met het opnemen van het demo-album Buddha. Ze hadden drie dagen om alles op te nemen. Dit album zorgde vooral voor veel optredens. In 1995 volgde een hun debuutalbum, Cheshire Cat. Dit album kwam nog onder de naam "Blink" uit maar niet veel later moesten ze dat veranderen. Dit heeft ervoor gezorgd dat de exemplaren van Cheshire Cat waar nog alleen Blink op staat erg zeldzaam zijn.

### Succes (1998 - 2004)
In 1998 kwam het succesvolle album Dude Ranch uit. Scott Raynor moest de band verlaten vanwege drankproblemen. Travis Barker, op dat moment drummer van onder andere The Aquabats, werd de nieuwe vaste drummer van de groep. Delonge en Hoppus waren onder de indruk van zijn drumcapaciteiten. "Hij leerde alle nummers van ons 3 kwartier voordat we op moesten en speelde ze toen foutloos!", aldus Delonge in een interview.
In 1999 bracht de band zijn nieuwe album Enema of the State uit dat een wereldsucces werd. Op de cover is de pornoactrice Janine Lindemulder te zien. Met de singles "What's My Age Again?", waar ze in de clip naakt te zien zijn, en All the Small Things, waar ze bekende popgroepen nadoen zoals de Backstreet Boys en Britney Spears, scoorden ze 2 hits.
In 2000 volgde daarop het Live Album The Mark, Tom & Travis Show, met daarop de Single "Man Overboard".
In 2001 Kwam het album Take Off Your Pants & Jacket. Delonge liet weten dat hij met de titel van het album masturberen in andere woorden probeerde uit te drukken ('take off your pants and jack it'). Ook dit album was een succes met de singles "The Rock Show", "First Date" en het onverwachte "Stay Together For the Kids".
In 2003 kwam er een meer volwassen (doch bekritiseerd door veel fans) album van de band uit. Met de singles "Feeling This", "I Miss You", "Down" en "Always" braken ze met hun puntige rocksongs uit het verleden.
In 2004 spraken alle drie de leden de stemmen in voor een aflevering van The Simpsons.

### Breuk (2005)
Na onderlinge spanningen en het plotselinge vertrek van DeLonge, stopte de band voor onbepaalde tijd in februari 2005. De manager van de band deelde het vertrek van DeLonge op 22 februari telefonisch aan de andere bandleden mee. Een liefdadigheidsconcert ten behoeve van de slachtoffers van de zeebeving in de Indische Oceaan in 2004 was half februari reeds afgezegd, en daarmee was een show op 16 december 2004 in Dublin het laatste optreden van de band geweest.
Mark Hoppus en Travis Barker vormden samen met Shane Gallagher en Craig Fairbaugh een nieuwe band, genaamd +44. Hun debuutalbum, When Your Heart Stops Beating werd in november 2006 uitgebracht.
DeLonge startte de groep Angels & Airwaves, van wie in 2006 het debuutalbum We Don't Need to Whisper verscheen. Hierna volgde het tweede album getiteld I-Empire en in 2010 tijdens de reünie van Blink-182 het derde en vierde, Love en Love Part Two.

### Vliegtuigongeluk en hergroeperen (2008)
In september 2008 raakte Travis Barker ernstig gewond bij een vliegtuigongeluk. Vier inzittenden kwamen om het leven, onder anderen Barkers goede vriend Little Chris. Aan de vooravond van het ongeluk gaf Barker nog een optreden, samen met DJ AM (Adam Goldstein). Ook hij overleefde het ongeluk, maar werd net als Barker met brandwonden opgenomen. Het herstel van beide muzikanten verliep voorspoedig en eind 2008 stonden zij alweer gezamenlijk op de planken. In augustus 2009 overleed Adam Goldstein echter in New York aan een overdosis.
Na het vliegtuigongeval kwamen geruchten op gang dat de bandleden na vier jaar weer contact met elkaar hadden. Op zijn weblog liet Hoppus weten dat hij, Barker en DeLonge weer met elkaar praatten en het verleden wilden laten voor wat het was. Achteraf raakte ook bekend dat het drietal al voor het ongeval weer met elkaar praatte.
Begin 2009 bevestigde Hoppus in een interview met MTV nogmaals dat de leden wekelijks contact met elkaar hadden. Een reünie werd in het artikel allerminst uitgesloten, maar Hoppus zei dat hij zich eerst wilde concentreren op een soloalbum. Het einde van +44 leek hiermee een feit.

### Blink-182 weer bij elkaar (2009 - 2014)
Tijdens de Grammy's op 8 februari 2009 maakten Mark, Tom en Travis bekend weer bij elkaar te zijn. Ook werd de officiële website aangepast, waar viel te lezen dat de muzikanten binnenkort gaan beginnen met het opnemen van nieuwe nummers voor een album dat in 2010 moest uitgekomen zijn. Door de drukke schema's van de leden en omdat ze het niet wilden afraffelen werd de datum steeds verzet tot september 2011. Op 14 juli kwam de eerste single van het nieuwe album uit, genaamd "Up All Night". De titel van het album was toen nog niet bekend, wel had DeLonge in een interview laten weten dat hij een goed idee had voor een titel maar dat hij dezelfde titel toevallig tegenkwam op een porno-dvd. Er werd ook een ander lied uitgebracht van de nieuwe cd, "Heart's All Gone". Inmiddels werd de titel van het album bekend, Neighborhoods. Op 14 september 2011 lekte de titel uit op het internet.
Vanaf eind augustus tot begin oktober 2011 is Blink-182 bezig aan de Honda Civic Tour door Canada en de VS, waarbij onder meer My Chemical Romance het voorprogramma verzorgt. Live hebben zij van de nieuwe cd "Up All Night", "Heart's All Gone", "Ghost On The Dance Floor" en "After Midnight" gespeeld.
Blink-182 verliet Interscope Records in oktober 2012 en ging verder als een onafhankelijke band. Hun eerste project op deze manier was een EP getiteld Dogs Eating Dogs. Deze ep had 5 nummers en werd uitgebracht in december 2012. Naast het Soundwave Festival zouden ze ook nog vier afzonderlijke shows doen langs de oostkust, met The Vandals en Sharks. Travis Barker, die na z'n vliegtuigcrash nog steeds angst heeft om te vliegen, werd bij deze tour vervangen door Broocks Wackerman (de drummer van Avenged Sevenfold).

### Vertrek Tom DeLonge en aankomst van Matt Skiba (2015 - 2021)
In 2015 werd samen met een aankondiging voor het achtste jaarlijkse Musink festival bekendgemaakt dat DeLonge de band verlaten had. Hij wilde zich richten op niet aan muziek gerelateerde dingen. Zanger en gitarist Matt Skiba van Alkaline Trio werd de officiële vervanger DeLonge.
Het resulterende album, California, werd geproduceerd door John Feldmann. Hij was de eerste nieuwe producer van de groep sinds de oude medewerker Jerry Finn. California werd opgenomen tussen januari en maart 2016. De band, evenals Feldmann, zou regelmatig "18 uur" per dag in de studio doorbrengen, met als doel meerdere nummers in die tijd te starten en af te ronden. "We wilden allemaal de beste plaat schrijven die we konden…Het voelt als een nieuw begin. Het voelt alsof we vroeger toerden en in het busje sliepen, want dat is alles wat we wilden doen is rockmuziek spelen, " zei Hoppus.
Na de release in juli 2016 werd California het tweede nummer één album van de band op de Billboard 200, en voor het eerst in 15 jaar; bereikte ook de top voor de eerste keer in het Verenigd Koninkrijk. De eerste single, "Bored to Death", werd de eerste nummer één single van de groep in 12 jaar. De band steunde het album met een grote headliner-tour door Noord-Amerika tussen juli en oktober 2016, en een Europese poot in juni en juli 2017. Een Deluxe-editie van California - in wezen een dubbelalbum met nummers die van het originele album waren overgebleven - werd uitgegeven in  California verdiende de band hun eerste nominatie voor Best Rock Album bij de Grammy Awards. Kritische recensies van het album waren echter gemengd; velen beschouwden de input van Feldmann en de erfenis van de nummers als formeel.
Het trio stapte over van de onafhankelijke dienst BMG naar het label Columbia voor hun achtste studio-inspanning, Nine (2019). Terwijl Nine voortbouwt op hun samenwerking met Feldmann, maakt het ook gebruik van extra externe producenten en songwriters. Muzikaal versterkt de LP het poppunkgeluid van de band met op hiphop geïnspireerde programmering en elektronica. In de tussentijd begon het trio aan een feestelijke tour ter gelegenheid van de twintigste verjaardag van hun doorbraak, Enema of the State. In de afgelopen jaren heeft elk lid ook zijprojecten verkend. Skiba keerde terug naar Alkaline Trio voor hun negende album, Is This Thing Cursed? (2018), terwijl Hoppus Simple Creatures vormde, een electropop-outfit met All Time Low-frontman Alex Gaskarth, met wie hij in 2019 twee ep's uitbracht.
Op 7 augustus 2020 bracht de band een nieuwe single uit met de titel "Quarantine", die werd opgenomen zonder de tussenkomst van Skiba vanwege het ontbreken van een thuisopnamestudio. Later diezelfde maand verklaarde Hoppus dat de band werkte aan een nieuwe ep die in 2021 zou moeten uitkomen, naast het aankondigen van een nummer met Juice Wrld waarvan geen van beide is op dit moment uitgebracht hoewel Barker een release voor 2021 had bevestigd eindigde het jaar zonder.

### Terugkeer Tom DeLonge enOne More Time...(2021 - heden)
Op 23 juni 2021 bevestigde Hoppus dat hij de diagnose kanker had gekregen en dat hij de afgelopen drie maanden in het geheim werd behandeld. Na zijn kankerdiagnose werd door bronnen gemeld dat Hoppus, DeLonge en Barker samen bij hem thuis had ontmoet om oude problemen, persoonlijke problemen en de kankerdiagnose van Hoppus te bespreken. Hoppus werd later dat jaar kankervrij verklaard, maar zou om de zes maanden blijven screenen.
Sinds het vertrek van DeLonge hebben zowel fans als nieuwszenders vaak gespeculeerd over wanneer en of hij zou terugkeren naar de band. Speculaties kwamen echter veel vaker voor in de tweede helft van 2022, toen DeLonge zijn Instagram-bio bijwerkte om opnieuw Blink-182 op te nemen als een van de bands waarin hij speelt. Eerder dat jaar verklaarde Skiba dat hij niet zeker was van zijn huidige status in de band, waardoor de situatie bleef escaleren. Hoppus reageerde op de beweringen op zijn persoonlijke Discord-server en verklaarde dat "er geen nieuws te delen is", maar ontkende geen enkele van de beweringen. Later dat jaar werd het Instagram-account van de band volledig gewist en ging hun website in aanbouw. Fans begonnen ook billboards en posters voor de band te vinden in verschillende steden over de hele wereld, terwijl nieuwsuitzendingen bleven speculeren dat DeLonge's terugkeer naar de band binnenkort zou kunnen worden aangekondigd. Nieuwe promotiebeelden van de band doken op op ticketwebsites, de band plaatste later een video op hun YouTube-kanaal waarin Tom's terugkeer werd aangekondigd en het nieuwe nummer getiteld "Edging" dat op 14 oktober 2022 uitkwam. Naast deze aankondiging werd onthuld dat de band van plan is om een nieuw album uit te brengen, het jaar daarop op wereldtournee te gaan. Na zijn terugkeer stuurde DeLonge een bericht naar Skiba op Instagram om hem te bedanken voor zijn tijd met de band, en later werd de post openbaar gedeeld op zijn account. Skiba beantwoordde dit door een deel van het promotiemateriaal van de nieuwe single opnieuw op zijn Instagram-account te plaatsen en feliciteerde de band met de reünie van hun klassieke line-up en herhaalde zijn dankbaarheid voor zijn tijd in de band.
Hun negende studioalbum kwam, met de titel One More Time... op 20 oktober 2023 uit. Het titelnummer kwam op 21 september 2023 uit. De derde single, "More Than You Know", kwam ook op 21 september 2023 uit. De vierde single, "Dance With Me", kwam op 5 oktober 2023 uit. De vijfde single, "Fell In Love", kwam op 13 oktober 2023 uit, gevolgd door de zesde single, "You Don't Know What You've Got", die op 18 oktober uitkwam. Het liedje "Terrified" was oorspronkelijk een liedje van Box Car Racer (band van Tom en Travis) die nooit officieel was uitgebracht.
Tijdens hun optreden op 20 juni 2024, speelde de band een gloednieuw nummer getiteld "Can't Go Back". Een deluxe versie van One More Time... is gepland om in eind augustus 2024 uit te komen.

## Leden

### Huidige leden
- Mark Hoppus - zang, basgitaar (1992-2005, 2009-heden)
- Tom DeLonge - zang, gitaar (1992-2005, 2009-2015, 2022-heden)
- Travis Barker - drums (1998-2005, 2009-heden)

### Voormalige leden
- Scott Raynor - drums (1992-1998)
- Matt Skiba - zang, gitaar (2015-2022; 2015 als tourlid)

## Discografie

### Albums
| Album met eventuele hitnotering(en) in de Nederlandse Album Top 100 | Datum van verschijnen | Datum van binnenkomst | Hoogste positie | Aantal weken | Opmerkingen                                 |
| ------------------------------------------------------------------- | --------------------- | --------------------- | --------------- | ------------ | ------------------------------------------- |
| Flyswatter                                                          | 05-1993               | -                     | -               | -            | Demo                                        |
| Buddha                                                              | 01-1994               | -                     | -               | -            | Demo                                        |
| Cheshire Cat                                                        | 17-02-1995            | -                     | -               | -            | Debuutalbum                                 |
| They Came To Conquer... Uranus                                      | 1996                  | -                     | -               | -            | EP                                          |
| Dude Ranch                                                          | 17-06-1997            | -                     | -               | -            | Laatste album met Scott Raynor              |
| Enema of the State                                                  | 01-06-1999            | 04-03-2000            | 39              | 16           | Eerste album met Travis Barker              |
| The Mark, Tom, And Travis Show (The Enema Strikes Back!)            | 07-11-2000            | -                     | -               | -            | Livealbum                                   |
| Take Off Your Pants And Jacket                                      | 12-06-2001            | 23-06-2001            | 36              | 9            | Conceptalbum                                |
| Blink-182                                                           | 17-11-2003            | 29-11-2003            | 71              | 7            | Conceptalbum                                |
| Greatest Hits                                                       | 31-10-2005            | -                     | -               | -            | Verzamelalbum Laatste album voor breuk      |
| Neighborhoods                                                       | 27-09-2011            | 01-10-2011            | 58              | 1            | Eerste album na reünie                      |
| Dogs Eating Dogs                                                    | 18-12-2012            | -                     | -               | -            | EP                                          |
| Icon                                                                | 19-03-2013            | -                     | -               | -            | Verzamelalbum Laatste album met Tom DeLonge |
| California                                                          | 01-07-2016            | 09-07-2016            | 21              | 5            | Eerste album met Matt Skiba                 |
| California Deluxe                                                   | 19-05-2017            | -                     | -               | -            | Uitbreiding van California                  |
| Nine                                                                | 20-09-2019            | 28-09-2019            | 37              | 1            | Laatste album met Matt Skiba                |
| One More Time...                                                    | 20-10-2023            | 28-10-2023            | 6               | 1            | Terugkeer van Tom DeLonge                   |
| One More Time... Part-2                                             | 06-09-2024            | -                     | -               | -            | Uitbreiding van One More Time...            |

| Album met hitnotering(en) in de Vlaamse Ultratop 200 albums | Datum van verschijnen | Datum van binnenkomst | Hoogste positie | Aantal weken | Opmerkingen   |
| ----------------------------------------------------------- | --------------------- | --------------------- | --------------- | ------------ | ------------- |
| Enema of the State                                          | 1999                  | 18-03-2000            | 11              | 16           |               |
| Take off Your Pants and Jacket                              | 2001                  | 23-06-2001            | 15              | 28           |               |
| Blink-182                                                   | 2003                  | 29-11-2003            | 27              | 18           |               |
| Greatest Hits                                               | 2005                  | 12-11-2005            | 61              | 3            | Verzamelalbum |
| Neighborhoods                                               | 2011                  | 01-10-2011            | 21              | 5            |               |
| Dogs Eating Dogs                                            | 2012                  | 18-12-2012            |                 |              |               |

### Singles
| Single met eventuele hitnotering(en) in de Nederlandse Top 40 | Datum van verschijnen | Datum van binnenkomst | Hoogste positie | Aantal weken | Opmerkingen                 |
| ------------------------------------------------------------- | --------------------- | --------------------- | --------------- | ------------ | --------------------------- |
| What's My Age Again?                                          | 1999                  | -                     | -               | -            |                             |
| All the Small Things                                          | 2000                  | 2000                  | 21              | 8            |                             |
| The rock show                                                 | 2001                  | -                     | -               | -            | Nr. 98 in de Single Top 100 |
| Feeling This                                                  | 2004                  | 2004                  | 35              | 3            |                             |

| Single met hitnotering(en) in de Vlaamse Ultratop 50 | Datum van verschijnen | Datum van binnenkomst | Hoogste positie | Aantal weken | Opmerkingen                 |
| ---------------------------------------------------- | --------------------- | --------------------- | --------------- | ------------ | --------------------------- |
| All the small things                                 | 2000                  | 01-04-2000            | 15              | 12           | nr. 15 in de Radio 2 Top 30 |
| The rock show                                        | 2001                  | 23-06-2001            | tip11           | -            |                             |
| First date                                           | 2001                  | 22-12-2001            | tip15           | -            |                             |

### NPO Radio 2 Top 2000
| Nummer met noteringen in de NPO Radio 2 Top 2000 | '15  | '16  | '17  | '18  | '19  | '20  | '21  | '22  | '23  | '24  |
| ------------------------------------------------ | ---- | ---- | ---- | ---- | ---- | ---- | ---- | ---- | ---- | ---- |
| All the Small Things                             | 1259 | 1107 | 1383 | 1253 | 1398 | 1366 | 1327 | 1390 | 1320 | 1306 |

1. ↑  Een vetgedrukt getal geeft de hoogste notering aan.
2. ↑  2015 was het eerste jaar met een notering voor dit nummer.

## Trivia
- Travis Barker was eerst drummer van The Aquabats voordat hij de drummer werd van Blink-182
- Travis leerde de hele tracklist van Dude Ranch in 45 minuten omdat Scott Raynor vlak voor een liveoptreden uit de band werd gezet
- Tom DeLonge had een rol in de film Idle Hands die uitkwam in 1999
- De bandleden hadden verschillende titles voor Take Off Your Pants And Jacket in gedachten, zoals Diarrhea de Janeiro, Anne Frank's Diarrhea en Vasectomie Vasectoyou
- In 2002 maakte Mark Hoppus een gastoptreden in de tv-programma Haunted
- In 2004 regisseerde Tom de muziekvideo voor "This Photograph is Proof (I Know You Know)" van Taking Back Sunday
- Travis had van 2005 tot en met 2006 zijn eigen tv-programma op MTV getiteld Meet The Barkers met zijn kinderen en ex-vrouw
- In augustus 2008 liep Jerry Finn een hersenbloeding op, gevolg door een zware hartinfarct. Hij had elke Blink-182 album geproduceerd vanaf Enema Of The State tot en met hun naamloze album. Ook produceerde hij de albums voor Tom’s project Box Car Racer en Mark’s project +44.
- In september 2008 was Travis betrokken in een vliegtuigongeluk. Hij had hierdoor derdegraads brandwonden opgelopen en posttraumatische stressstoornis
- Travis Barker en Matt Skiba waren eerst een tour lid voordat ze officieel lid werden van Blink-182
- California is tot nu toe de enige album waar Blink-182 voor een Grammy genomineerd werd
- Een EP was gepland om uit te komen in 2020. Dit was geannuleerd omdat Mark plotseling kanker kreeg